# Хурикауское сельское поселение
Хурика́уское се́льское поселе́ние — муниципальное образование в Моздокском районе Республики Северная Осетия — Алания Российской Федерации.
Административный центр — село Хурикау.

## Географическое положение
Муниципальное образование расположено в южной части Моздокского района. В состав сельского поселения входят два населённых пункта.
Площадь сельского поселения составляет — 64,85км2. Основную часть площади сельского поселения занимают сельскохозяйственные угодья и предгорные пастбища.
Граничит с землями муниципальных образований: Верхний Курп и Инаркой на западе и Инарки на востоке. На юге земли сельского поселения смыкаются с границами Кировского и Правобережного районов Северной Осетии. Горные территории муниципального образования находятся под ведомством Хурикауского лесничества.
Сельское поселение расположено в межгорной долине Кабардино-Сунженского хребта. Средние высоты на территории муниципального образования составляют около 430 метров над уровнем моря. Рельеф местности представляет собой в основном предгорные волнистые равнины, имеющие волнистую форму. В южной и восточной части сельского поселения, степень пересечённость рельефа увеличивается.
Гидрографическая сеть представлена в основном рекой Курп, протекающей вдоль западной окраины сельского поселения.
Климат влажный умеренный. Температура воздуха в среднем колеблется от +22°С в июле, до -4°С в январе. Среднегодовое количество осадков составляет около 700 мм. Основное количество осадков выпадает в период с мая по июль.

## История
Статус и границы сельского поселения установлены Законом Республики Северная Осетия-Алания от 5 марта 2005 года № 16-рз «Об установлении границ муниципального образования Моздокский район, наделении его статусом муниципального района, образовании в его составе муниципальных образований - городского и сельских поселений и установлении их границ»

## Население
| 2002  | 2010  | 2011  | 2012  | 2013 | 2014  | 2015  |
| ----- | ----- | ----- | ----- | ---- | ----- | ----- |
| 1204  | ↘1072 | →1072 | ↘1029 | ↘998 | ↘937  | ↘866  |
| 2016  | 2017  | 2018  | 2019  | 2020 | 2021  | 2023  |
| ↘836  | ↘830  | ↘783  | ↘721  | ↘677 | ↗1247 | ↘1213 |
| 2024  |       |       |       |      |       |       |
| ↘1188 |       |       |       |      |       |       |

Процент от населения района — 1.45 %
Плотность — 18.32 чел./км2.

### Национальный состав
По данным Всероссийской переписи населения 2010 года:
| Народ  | Численность, чел. | Доля от всего населения, % |
| ------ | ----------------- | -------------------------- |
| ингуши | 1 039             | 96,9 %                     |
| другие | 33                | 3,1 %                      |
| всего  | 1 072             | 100 %                      |

## Состав поселения
| № | Населённый пункт | Тип населённого пункта       | Население | Доля от населения (%) |
| - | ---------------- | ---------------------------- | --------- | --------------------- |
| 1 | Кусово           | село                         | ↗166      | 14,1 %                |
| 2 | Хурикау          | село, административный центр | ↗1081     | 85,9 %                |

## Местное самоуправление
Администрация Хурикауского сельского поселения — село Хурикау, ул. Рабочая, 1.
Структуру органов местного самоуправления сельского поселения составляют:
- Глава сельского поселения — Местоев Ломали Магомедович
- Администрация Хурикауского сельского поселения — состоит из 5 человек.
- Совет местного самоуправления Хурикауского сельского поселения — состоит из 11 депутатов.